# Lijst van voetbalinterlands Mexico - Venezuela
Deze lijst van voetbalinterlands is een overzicht van alle officiële voetbalwedstrijden tussen de nationale teams van Mexico en Venezuela. De landen speelden tot op heden dertien keer tegen elkaar. De eerste ontmoeting, een vriendschappelijke wedstrijd, werd gespeeld in Panama-Stad op 14 februari 1938. Het laatste duel, een groepswedstrijd tijdens de Copa América 2024, vond plaats op 26 juni 2024 in Inglewood (Verenigde Staten).

## Wedstrijden
| №  | Plaats          | Datum            | Competitie              | Wedstrijd          | Uitslag |
| -- | --------------- | ---------------- | ----------------------- | ------------------ | ------- |
| 1  | Panama-Stad     | 14 februari 1938 | Vriendschappelijk       | Mexico – Venezuela | 1 – 0   |
| 2  | Maldonado       | 9 juli 1995      | Copa América 1995       | Mexico – Venezuela | 3 – 1   |
| 3  | Ciudad del Este | 6 juli 1999      | Copa América 1999       | Mexico – Venezuela | 3 – 1   |
| 4  | Mexico-Stad     | 5 juli 2000      | Vriendschappelijk       | Mexico – Venezuela | 2 – 1   |
| 5  | Pasadena        | 5 mei 2006       | Vriendschappelijk       | Venezuela – Mexico | 0 – 1   |
| 6  | San Diego       | 1 maart 2007     | Vriendschappelijk       | Mexico – Venezuela | 3 – 1   |
| 7  | Atlanta         | 24 juni 2009     | Vriendschappelijk       | Mexico – Venezuela | 4 – 0   |
| 8  | Juárez          | 12 oktober 2010  | Vriendschappelijk       | Mexico – Venezuela | 2 – 2   |
| 9  | San Diego       | 29 maart 2011    | Vriendschappelijk       | Mexico – Venezuela | 1 – 1   |
| 10 | Houston         | 25 januari 2012  | Vriendschappelijk       | Mexico – Venezuela | 3 – 1   |
| 11 | Houston         | 13 juni 2016     | Copa América Centenario | Mexico – Venezuela | 1 – 1   |
| 12 | Atlanta         | 5 juni 2019      | Vriendschappelijk       | Mexico − Venezuela | 3 − 1   |
| 13 | Inglewood       | 26 juni 2024     | Copa América 2024       | Venezuela − Mexico | 1 − 0   |

## Samenvatting
| Competitie        | Totaal gespeeld | Winst Mexico | Gelijk | Winst Venezuela | Doelsaldo Mexico – Venezuela |
| ----------------- | --------------- | ------------ | ------ | --------------- | ---------------------------- |
| Copa América      | 4               | 2            | 1      | 1               | 7 − 4                        |
| Vriendschappelijk | 9               | 7            | 2      | 0               | 20 − 7                       |
| Totaal            | 13              | 9            | 3      | 1               | 27 − 11                      |

## Details

### Eerste ontmoeting
| Vriendschappelijk (Panama-Stad, Panama, 14 februari 1938): |       |           |
| Mexico                                                     | 3 – 0 | Venezuela |
| Mario Díaz 71' Francisco Chávez 75' Javier Aguirre 83'     | goals |           |

### Tweede ontmoeting
| Copa América 1995 (Maldonado, Uruguay, 9 juli 1995):               |       |                         |
| Mexico                                                             | 3 – 1 | Venezuela               |
| Luis García 41' (pen.) Luis García 57' (pen.) Missael Espinoza 76' | goals | 65' (e.d.) Jorge Campos |
| - Debuut van Gilberto Angelucci voor Venezuela.                    |       |                         |

### Vijfde ontmoeting
| Vriendschappelijk (Pasadena, Verenigde Staten, 5 mei 2006): |       |           |
| Mexico                                                      | 1 – 0 | Venezuela |
| Omar Bravo 57' (pen.)                                       | goals |           |

### Zesde ontmoeting
| Vriendschappelijk (San Diego, Verenigde Staten, 1 maart 2007):     |       |                      |
| Mexico                                                             | 3 – 1 | Venezuela            |
| Andres Guardado 25' Fernando Arce 34' Cuauhtemoc Blanco 47' (pen.) | goals | 83' Daniel Arismendi |

### Achtste ontmoeting
| Vriendschappelijk (Juárez, Mexico, 12 oktober 2010): |       |                                |
| Mexico                                               | 2 – 2 | Venezuela                      |
| Javier Hernández 34' Giovani Dos Santos 61'          | goals | 6' Juan Arango 40' Juan Arango |

### Tiende ontmoeting
| Vriendschappelijk (Houston, Verenigde Staten, 25 januari 2012): |       |                       |
| Mexico                                                          | 3 – 1 | Venezuela             |
| Carlos Salcido 68' Rafael Márquez 88' Oribe Peralta 90'         | goals | 51' Edgar Pérez Greco |

FMF · A-internationals · Selecties · Bondscoaches · Statistieken · Mexicaans vrouwenelftal · Olympisch elftal · Mexico U21 · Mexico U20 · Mexico U19 · Mexico U18 · Mexico U17
1920 – 1949 ·
1950 – 1969 ·
1970 – 1979 ·
1980 – 1989 ·
1990 – 1999 ·
2000 – 2009 ·
2010 – 2019 ·
2020 – 2029
Copa América 1993 ·
Copa América 1995 ·
Copa América 1997 ·
Copa América 1999 ·
Copa América 2001 ·
Copa América 2004 ·
Copa América 2007 ·
Copa América 2011 ·
Copa América 2015 · 
Copa América 2016
WK 1930 ·
WK 1950 ·
WK 1954 ·
WK 1958 ·
WK 1962 ·
WK 1966 ·
WK 1970 ·
WK 1978 ·
WK 1986 ·
WK 1994 ·
WK 1998 ·
WK 2002 ·
WK 2006 ·
WK 2010 ·
WK 2014 · 
WK 2018
OS 1928 ·
OS 1948 ·
OS 1964 ·
OS 1968 ·
OS 1972 ·
OS 1976 ·
OS 1992 ·
OS 1996 ·
OS 2004 ·
OS 2012 ·
OS 2016 ·
OS 2020
1923 ·
1924–1927 ·
1928 ·
1929 ·
1930 ·
1931–1933 ·
1934 ·
1935 ·
1936 ·
1937 ·
1938 ·
1939–1946 ·
1947 ·
1948 ·
1949 ·
1950 ·
1951 ·
1952 ·
1953 ·
1954 ·
1955 ·
1956 ·
1957 ·
1958 ·
1959 ·
1960 ·
1961 ·
1962 ·
1963 ·
1964 ·
1965 ·
1966 ·
1967 ·
1968 ·
1969 ·
1970 · 
1971 · 
1972 · 
1973 · 
1974 · 
1975 · 
1976 · 
1977 · 
1978 · 
1979 · 
1980 · 
1981 · 
1982 · 
1983 · 
1984 · 
1985 · 
1986 · 
1987 · 
1988 · 
1989 · 
1990 · 
1991 · 
1992 · 
1993 · 
1994 · 
1995 · 
1996 · 
1997 · 
1998 · 
1999 · 
2000 · 
2001 · 
2002 · 
2003 · 
2004 · 
2005 · 
2006 · 
2007 · 
2008 · 
2009 · 
2010 · 
2011 · 
2012 · 
2013 · 
2014 · 
2015 · 
2016 ·
2017 ·
2018 ·
2019 ·
2020 ·
2021 ·
2022 ·
2023
Albanië ·
Algerije ·
Angola ·
Argentinië ·
Australië ·
België ·
Belize ·
Bermuda ·
Bolivia ·
Bosnië en Herzegovina ·
Brazilië ·
Bulgarije ·
Canada ·
Chili ·
China ·
Colombia ·
Congo-Kinshasa ·
Costa Rica ·
Cuba ·
Curaçao ·
DDR ·
Denemarken ·
Dominica ·
Duitsland ·
Ecuador ·
Egypte ·
El Salvador ·
Engeland ·
Estland ·
Fiji ·
Finland ·
Frankrijk ·
Gambia ·
Ghana ·
Griekenland ·
Guatemala ·
Guyana ·
Haïti ·
Honduras ·
Hongarije ·
Ierland ·
IJsland ·
Irak ·
Iran ·
Israël ·
Italië ·
Ivoorkust ·
Jamaica ·
Japan ·
Joegoslavië ·
Kameroen ·
Kroatië ·
Liberia ·
Luxemburg ·
Marokko ·
Martinique ·
Nederland ·
Nederlandse Antillen ·
Nicaragua ·
Nieuw-Zeeland ·
Nigeria ·
Noord-Ierland ·
Noord-Korea ·
Noorwegen ·
Oekraïne ·
Oezbekistan ·
Panama ·
Paraguay ·
Peru ·
Polen ·
Portugal ·
Qatar ·
Roemenië ·
Rusland ·
Saint Kitts en Nevis ·
Saint Vincent en de Grenadines ·
Saoedi-Arabië ·
Schotland ·
Senegal ·
Servië ·
Slovenië ·
Slowakije ·
Sovjet-Unie ·
Spanje ·
Suriname ·
Trinidad en Tobago ·
Tsjechië ·
Tsjecho-Slowakije ·
Tunesië ·
Uruguay ·
Venezuela ·
Verenigde Staten ·
Wales ·
Wit-Rusland ·
Zuid-Afrika ·
Zuid-Korea ·
Zweden ·
Zwitserland
Angola (2006) ·
Argentinië (2006) ·
Brazilië (1999) ·
Brazilië (2014) ·
Brazilië (2018) ·
Duitsland (2018) ·
Frankrijk (2010) ·
Iran (2006) ·
Kameroen (2014) ·
Kroatië (2014) ·
Nederland (2014) ·
Portugal (2006) ·
Uruguay (2010) ·
Zuid-Afrika (2010) ·
Zuid-Korea (2018) ·
Zweden (2018)
FVF · A-internationals · Selecties · Bondscoaches · Statistieken · Venezolaans vrouwenelftal · Olympisch elftal · Venezuela U21 · Venezuela U20 · Venezuela U19 · Venezuela U18 · Venezuela U17
1938 – 1949 ·
1950 – 1959 ·
1960 – 1969 ·
1970 – 1979 ·
1980 – 1989 ·
1990 – 1999 ·
2000 – 2009 ·
2010 – 2019 ·
2020 – 2029
1938 · 
1939–1945 · 
1946 · 
1947 · 
1948 · 
1949 · 1950 · 
1951 · 
1952 · 1953 · 1954 · 
1955 · 
1956 · 
1957–1964 · 
1965 · 
1966 · 
1967 · 
1968 · 
1969 · 
1970 · 
1971 · 
1972 · 
1973 · 
1974 · 
1975 · 
1976 · 
1977 · 
1978 · 
1979 · 
1980 · 
1981 · 
1982 · 
1983 · 
1984 · 
1985 · 
1986 · 
1987 · 
1988 · 
1989 · 
1990 · 
1991 · 
1992 · 
1993 · 
1994 · 
1995 · 
1996 · 
1997 · 
1998 · 
1999 · 
2000 · 
2001 · 
2002 · 
2003 · 
2004 · 
2005 · 
2006 · 
2007 · 
2008 · 
2009 · 
2010 · 
2011 · 
2012 · 
2013 · 
2014 · 
2015 · 
2016 · 
2017 ·
2018 ·
2019 ·
2020 ·
2021 ·
2022 ·
2023 ·
2024
Angola ·
Argentinië ·
Aruba ·
Australië ·
Bahama's ·
Bermuda ·
Bolivia ·
Brazilië ·
Canada ·
Chili ·
China ·
Colombia ·
Costa Rica ·
Cuba ·
Dominicaanse Republiek ·
Ecuador ·
El Salvador ·
Estland ·
Guatemala ·
Guinee ·
Haïti ·
Honduras ·
IJsland ·
Iran ·
Italië ·
Jamaica ·
Japan ·
Joegoslavië ·
Malta ·
Mexico ·
Moldavië ·
Nederlandse Antillen ·
Nicaragua ·
Nieuw-Zeeland ·
Nigeria ·
Noord-Korea ·
Oezbekistan ·
Oostenrijk ·
Panama ·
Paraguay ·
Peru ·
Puerto Rico ·
Saoedi-Arabië · 
Spanje ·
Syrië ·
Trinidad en Tobago ·
Uruguay ·
Verenigde Arabische Emiraten ·
Verenigde Staten ·
Zuid-Korea ·
Zweden ·
Zwitserland